# Карлсон, Джейн
Джейн Элизабет Карлсон (англ. Jane Elizabeth Carlson; 19 ноября 1918, Хартфорд (Коннектикут) — 7 февраля 1998) — американская пианистка и музыкальный педагог.
Окончила Консерваторию Шенандоа в Уинчестере (1940) и Джульярдскую школу (1946), затем в дальнейшем совершенствовала своё мастерство под руководством Карла Фридберга и Майры Хесс. В 1947 году стала одной из победительниц Наумбурговского конкурса молодых исполнителей.
Как исполнительница известна прежде всего работой с фортепианными сочинениями Пауля Хиндемита (чью Вторую сонату включила как в свой дебютный концерт в Таун-холле в 1947 году, так и в своё выступление там же спустя 25 лет); утверждается, что интерпретацию Карлсон одобрил сам композитор. В большей степени, однако, зарекомендовала себя как педагог, в течение полувека (1947—1997) проработавшая в Джульярдской школе, где вела классы фортепиано, фортепианного ансамбля и фортепианной педагогики. Почётный доктор консерватории Шенандоа (1982).